# 新北市立新北高級工業職業學校
新北市立新北高級工業職業學校（英語：New Taipei Municipal New Taipei Industrial Vocational High School），簡稱新北高工，是一所位於台灣新北市土城區的市立技術型高級中等學校。

## 沿革
最早成立時為臺灣省立海山高級工業職業學校（簡稱海山高工），後於2000年改名為國立海山高級工業職業學校，配合臺北縣升格新北市，2013年1月1日核定改名新北市立新北高級工業職業學校，海山高工曾為更名議題在網路上公開徵求校友意見並取得同意。

## 教學單位
該校教學單位共有1班10科，附設有進修部，分別是體育班、汽車科、機械科、鑄造科、模具科、製圖科、電機科、資訊科、資料處理科、應用英語科、特殊教育科。其中特殊教育科單獨設立門市服務、餐飲服務、汽車美容等3科

## 外部連結
- 官方网站
- 新北(海山)高工校友會 （页面存档备份，存于）
- 進修部  - 新北高工 （页面存档备份，存于）